# Cymodoce tribullis
Cymodoce tribullis är en kräftdjursart som beskrevs av Harrison och David Malcolm Holdich 1984. Cymodoce tribullis ingår i släktet Cymodoce och familjen klotkräftor. Inga underarter finns listade i Catalogue of Life.